# Stazione di Bologna Mazzini
La stazione di Bologna Mazzini è una fermata ferroviaria della linea Bologna–Firenze.
Si trova a Bologna, al confine dei quartieri Savena (zona Mazzini), Santo Stefano (zona Murri) e San Donato-San Vitale (zona San Vitale). È collocata sul cavalcavia ferroviario sito sopra la via Emilia.

## Storia
Ultimata alla fine del 2009, la fermata è stata aperta all'esercizio il 4 giugno 2013. Il primo giorno di servizio effettivo fu il 9 seguente.

## Strutture e impianti
La fermata, i cui impianti tecnologici sono gestiti da Rete Ferroviaria Italiana, è dotata di due marciapiedi, in quota rispetto alla via Emilia, raggiungibili grazie a un sistema di scale e ascensori che ne consentono l'accessibilità ai viaggiatori con disabilità motorie.

## Movimento
La fermata è servita dai treni regionali della linea S1 del servizio ferroviario metropolitano di Bologna, in servizio sulle relazioni Porretta Terme/Marzabotto-Bologna Centrale-Pianoro e Bologna Centrale-Prato, con una frequenza complessiva di un treno ogni 15 minuti in ora di punta.
I treni sono svolti da Trenitalia Tper nell'ambito del contratto di servizio stipulato con la Regione Emilia-Romagna.
Ai fini tariffari, la stazione ricade nell'area urbana di Bologna, entro la quale sono validi i normali titoli di viaggio urbani.
A novembre 2019, la stazione risultava frequentata da un traffico giornaliero medio di circa 599 persone (264 saliti + 335 discesi).

## Servizi
La stazione è classificata da RFI nella categoria bronze.
La fermata dispone di:
- Biglietteria automatica
- Sotto passaggio

## Interscambi
- Fermata filobus (Mazzini Stazione, linea 15)
- Fermata autobus